# Francouzská (Brno)
Francouzská ulice je ulice v širším centru Brna, ve čtvrti Zábrdovice. Svým východním úsekem leží v městské části Brno-sever, západní úsek představuje hranici mezi ní a městskou částí Brno-střed. Ulice je mimo jiné místem nálezu unikátního pohřbu z období paleolitu.

## Historie a vývoj pojmenování
Ulice se vyvinula jako severní osa brněnského předměstí Dolní a Horní Cejl, a do poloviny 19. století byla známa jako Ober Zeil tedy Horní Cejl. V roce 1854 dostala podle panovníka Františka Josefa název Franz-Josef-Strasse. Označení Francouzská obdržela poprvé po vzniku Československa v prosinci roku 1918, na počest spojenecké mocnosti Francie. Po německé okupaci na jaře roku 1939 byla ulice přejmenována na Franz-Schubert-Strasse a byl z ní vyňat počáteční úsek, na nějž navázal nový průraz do čtvrti Černá Pole (Freiherr-von-Neurath-Strasse, dnes ulice Milady Horákové). Jméno třída Franze Schuberta pak bylo v roce 1946 znovu změněno na Francouzskou. Ulice nepatří mezi hlavní dopravní tepny, nicméně je využívána jako alternativní spojení z centra města (Moravské náměstí) do Zábrdovic (jednosměrný provoz).
V období první republiky ve Francouzské ulici stály tzv. Šrámkovy domy, kde sídlilo ústředí Československého Orla. V roce 1944 však byla budova zničena při náletu Royal Air Force.

## Archeologický nález
Jeden z nejvýznamnějších paleolitických nálezů v Brně byl odkryt v roce 1891 při budování kanalizace na Francouzské ulici, v prostoru křižovatky s ulicí Přadláckou. Podle soudobé zprávy A. Makowského obsahoval kostru muže s četnými milodary zvířecích kostí (mamutí lopatka a kly, lebka a žebra nosorožce, koňské zuby) a předmětů užitkových (kamenný kotouč, část ohlazeného sobího parohu, který mohl sloužit jako otloukač k odbíjení pazourkových čepelí) a ozdobných či rituálních (ulity kelnatek v počtu přes 600 kusů, 14 ks terčíků z kamene, kosti a mamutoviny, z nichž lze některé interpretovat jako sluneční či ženské symboly), a také mužská plastika. Pohřeb byl pokryt červeným barvivem, některé kosti nesly stopy kostního zánětu periostitidy.
Byl zde zřejmě pochován za doprovodu obřadů a s mnoha neobvyklými milodary významný muž tehdejší společnosti. Někdy je označován jako „kouzelník (či šaman) z Brna“.
Z celého souboru se dochovala jen část; ojedinělost jednotlivých předmětů pak znesnadňuje datování pohřbu. Předpokládá se příslušnost pohřbu ke kultuře tzv. pavlovienu (podle významné lokality v Pavlově pod Pálavou na jižní Moravě), tedy stáří kolem 25 000 let.
Soubor je uložen ve sbírkách ústavu Anthropos Moravského zemského muzea v Brně. Popis pohřbu podal velmi expresivně Eduard Štorch ve své knize pro mládež Lovci mamutů.

### Mužská plastika – loutka
Nejdůležitějším předmětem v souboru je figurka muže o velikosti 20 cm, vyřezaná z mamutího klu - mamutoviny. Bývala sestavená z několika částí, dochovaly se však pouze tři – hlava s naznačeným obličejem s výraznými očními důlky, trup s výrazným mužským pohlavím a levá paže.
Hlava i trup byly zřejmě původně spojeny, neboť jsou podélně provrtány, levá paže byla k trupu pravděpodobně připojena rovněž, protože je ukončena plochou, jež měla nepochybně přiléhat k podobné ploše na trupu. O tom, že plastika měla i nohy, svědčí rovná plocha s jamkou na trupu vpravo dole.
Jedinečnost plastiky spočívá jednak v tom, že jde o nejstarší známý doklad plastiky složené z více částí – o loutku, jednak v tom, že mužská vyobrazení jsou nejen ve starší době kamenné, ale v průběhu celého pravěku zcela ojedinělá.

## Rodák
V čísle 5 tehdejší ulice Františka Josefa se narodil Jan Florian (1897–1942), univerzitní profesor a odbojář, popravený nacisty v Mauthausenu.

## Park Hvězdička Eugena Horvátha
Ulici Francouzskou a Hvězdovou spojuje vnitroblokový park Hvězdička Eugena Horvátha, jenž je prvním parkem v Česku pojmenovaném po romské osobnosti. V blízkosti se nachází i Drom, romské centrum Brno.